# Броло (Вербано-Кузио-Осола)
Броло је насеље у Италији у округу Вербано-Кузио-Осола, региону Пијемонт.
Према процени из 2011. у насељу је живело 294 становника. Насеље се налази на надморској висини од 417 м.